# 6131 Towen
6131 Towen este un asteroid din centura principală de asteroizi.

## Descriere
6131 Towen este un asteroid din centura principală de asteroizi. A fost descoperit pe 27 iulie 1990 la Observatorul Palomar de Henry E. Holt. El prezintă o orbită caracterizată de o semiaxă mare de 2,42 ua, o excentricitate de 0,13 și o înclinație de 6,2° în raport cu ecliptica.